# Моска МБ Бис
Моска МБ Бис (рус. Моска МБ Бис) је руски ловац-извиђач који је производила фирма Моска. Први лет авиона је извршен 1916. године. 

Највећа брзина у хоризонталном лету је износила 130 km/h. Размах крила је био 7,20 метара а дужина 6,10 метара. Маса празног авиона је износила 322 килограма а нормална полетна маса 487 килограма.

## Наоружање
| Наоружање авиона: Моска МБ Бис |
| Ватрено (стрељачко) наоружање  |
| Топ                            |
| Митраљез                       |
| Бомбардерско наоружање (бомбе) |
| Ракетно наоружање (ракете)     |